# Sambucus cerulea
Sambucus cerulea es una especie de arbusto perteneciente a la familia Adoxaceae.

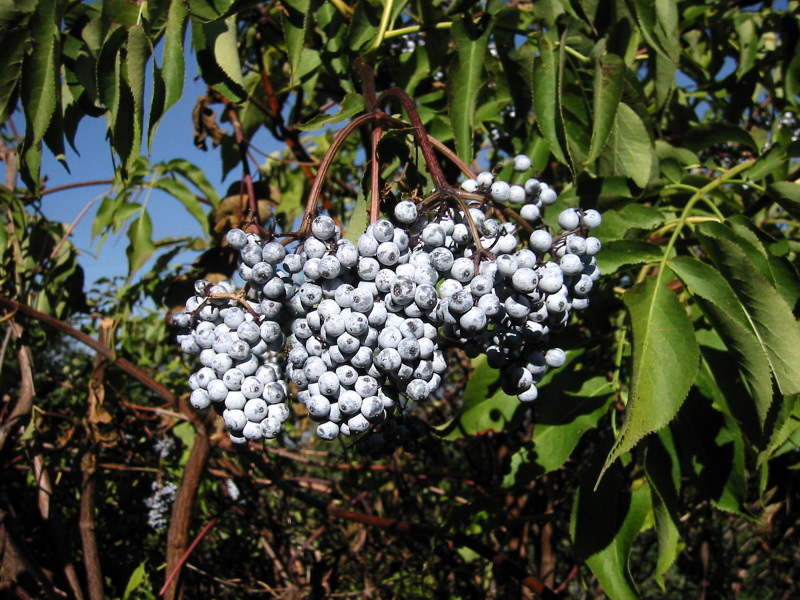

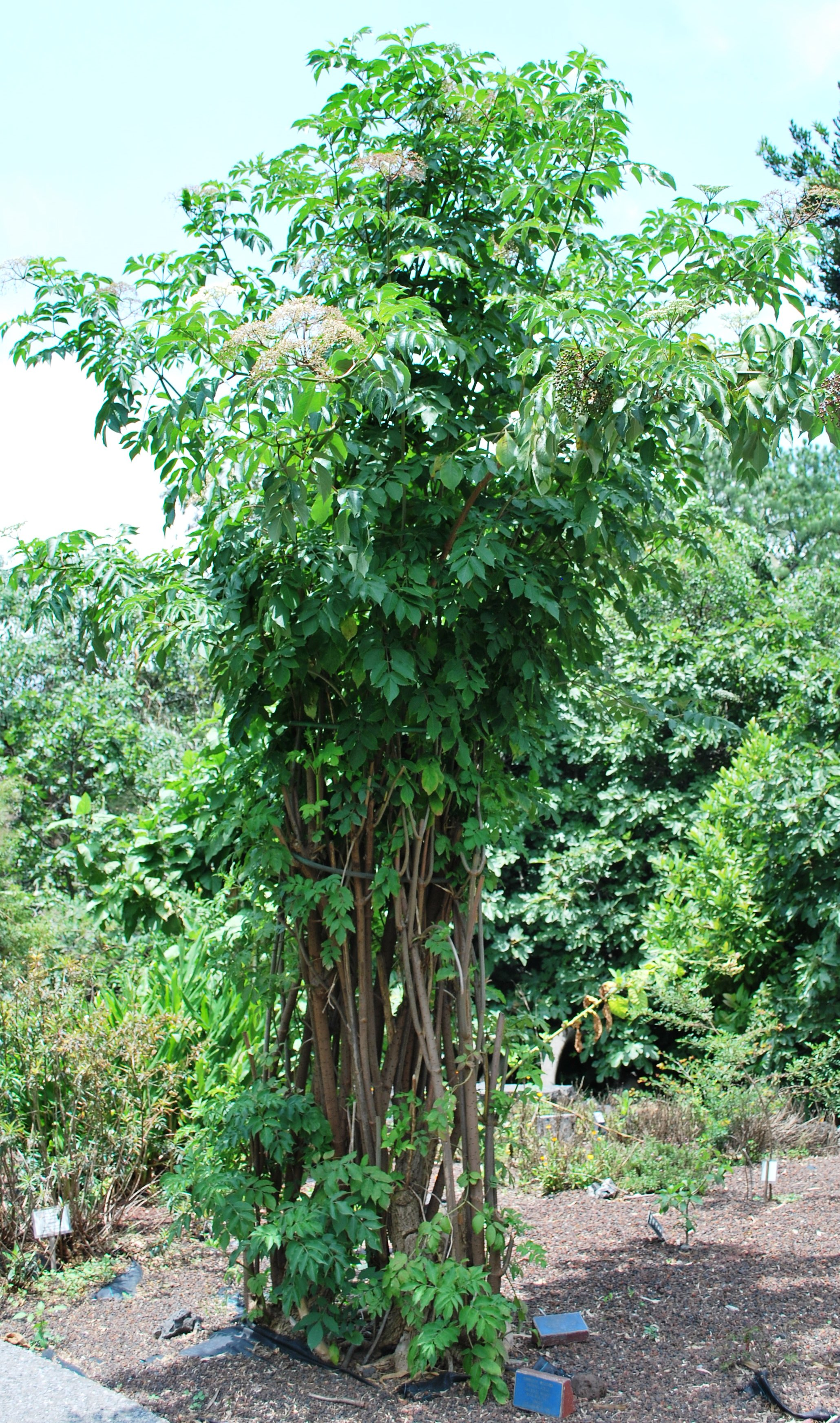
Vista de la planta

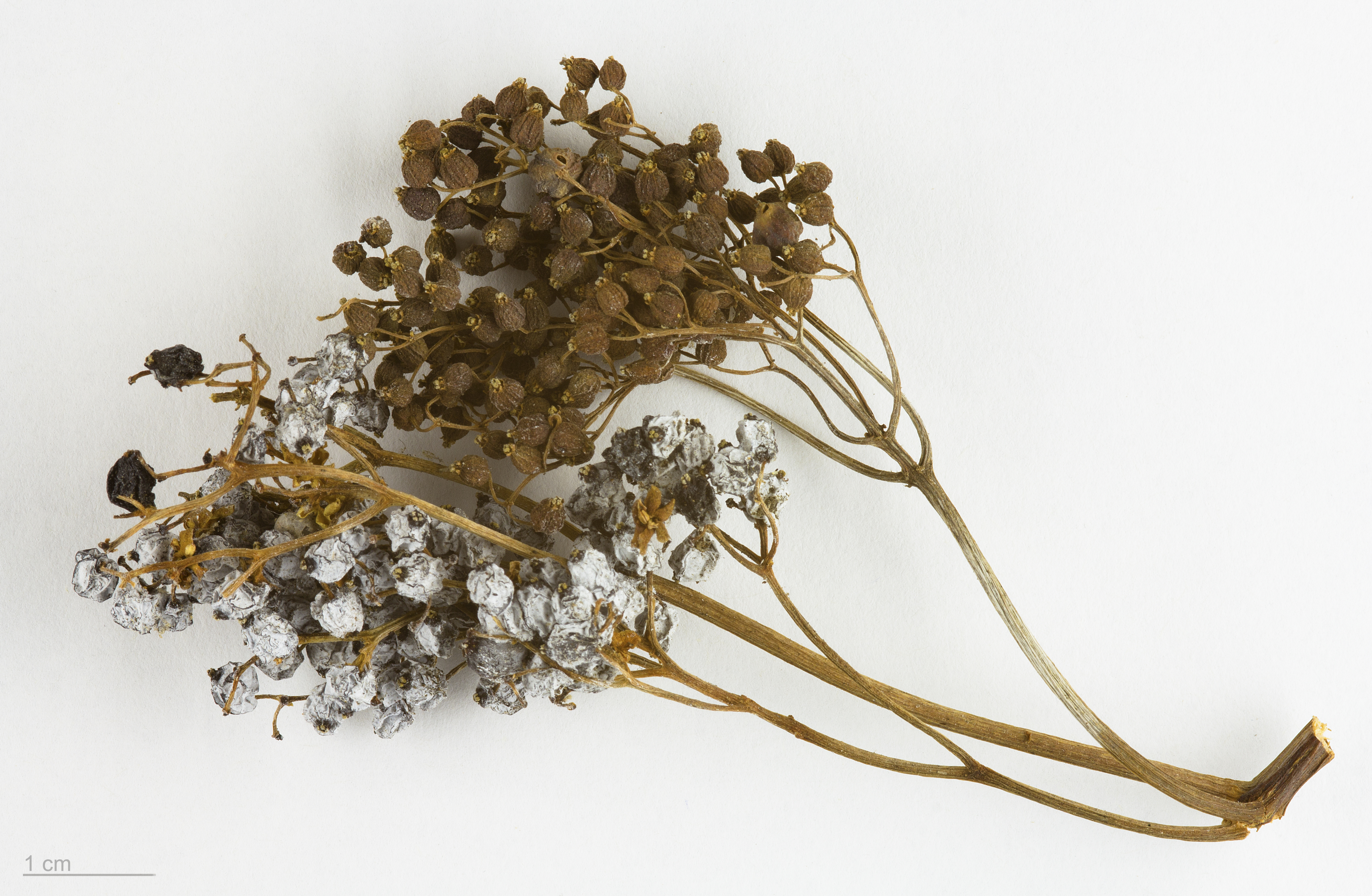
Sambucus cerulea - MHNT

## Descripción
Sambucus cerulea es un arbusto grueso, a veces casi del tamaño de un árbol. Normalmente tiene varios tallos desde la base, y alcanza de 2 a 4 metros de altura.
Las hojas son lampiñas y presenta afilados dientes. Estas son elípticas a lanceoladas, y la hoja se extiende desigual en el tallo en la base. Las hojas tienen generalmente 5 a 15 cm de largo y 2-6 cm de ancho.
Las flores de color blanco o crema, se producen de mayo a junio, son numerosos y forman un racimo en forma de umbela, por lo general  de 4 a 15 cm de ancho. Las flores tienen un olor fuerte y desagradable. 
El fruto es una drupa similar a una baya. Son jugosas, redondas y gruesas de aproximadamente 4 a 6 cm, de  color negro azulado.

## Distribución
Sambucus cerulea se encuentra en el oeste de Montana. También se produce desde el sur de la Columbia Británica hasta California, Arizona y Nuevo México.
Esta especie vive en alturas moderadas a bajas en las montañas en el fondo de los valles, a lo largo de los arroyos, y en pistas abiertas, donde el hábitat es un poco húmedo.

## Taxonomía
Sambucus cerulea fue descrita por  Ernest Friedrich Gilg y publicado en Alsographia Americana 48. 1838.
Etimología
Sambucus: nombre genérico que deriva de la palabra griega sambuke de un instrumento musical hecho de madera de saúco y un nombre usado por Plinio para un árbol posiblemente relacionado con el saúco.
cerulea: epíteto latino 
sinonimia
- Sambucus caerulea
- Sambucus glauca